# Casio AZ-1

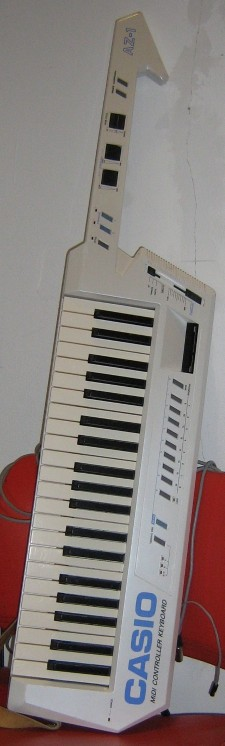
Casio AZ-1

Le Casio AZ-1 est un keytar (instrument à clavier se jouant comme une guitare) fabriqué par la firme Casio [Quand ?]. C'est un clavier MIDI polyphonique conçu pour l'utilisation sur scène.

## Caractéristiques
C'est un clavier polyphonique de 41 touches dynamiques.
Il dispose de 2 molettes assignables par MIDI à différentes fonctions, et peut mémoriser 128 programmes.

## Musiciens utilisant le Casio AZ-1
- Eloy Fritsch